# Ene Kaups
Ene Kaups (nascida em 13 de fevereiro de 1963) é uma política estoniana. Foi membro do XI Riigikogu, representando o Partido da Reforma da Estónia, tendo sido também prefeita de Kärdla de 2005 a 2007.
Ene Kaups nasceu em Kärdla e formou-se na Escola Secundária de Kärdla em 1981. Mais tarde, em 1985, ela formou-se no Departamento de Economia da Universidade de Tartu e na Escola de Negócios da Estónia em 1999 com um diploma em Gestão de Negócios Internacionais.